# Dioscorea urceolata
Dioscorea urceolata är en enhjärtbladig växtart som beskrevs av Edwin Burton Uline. Dioscorea urceolata ingår i släktet Dioscorea och familjen Dioscoreaceae. Inga underarter finns listade i Catalogue of Life.